# Arnold Bernsmeier
Arnold Bernsmeier (* 1. März 1917 in Mennighüffen, Ostwestfalen; † 13. November 2000 in Kiel) war ein deutscher Internist und Hochschullehrer.

## Leben
Nach dem Abitur am Friedrichs-Gymnasium Herford diente Bernsmeier im Reichsarbeitsdienst und in der Wehrmacht. Ab dem Sommersemester 1939 studierte er an der Westfälischen Wilhelms-Universität Medizin. Über Berlin kam er an die Medizinische Akademie Düsseldorf, an der er im Wintersemester 1943/44 das Staatsexamen ablegte und am 18. Februar 1944 zum Dr. med. promoviert wurde. Am 1. März 1944 zum Heer eingezogen, kam Bernsmeier als Truppenarzt in den Deutsch-Sowjetischen Krieg. Er geriet im Juli 1944 in sowjetische Kriegsgefangenschaft und wurde in verschiedenen Lazaretten für deutsche Kriegsgefangene eingesetzt. Nach der Entlassung aus der Gefangenschaft wurde er am 1. Oktober 1946 wissenschaftlicher Assistent bei Gustav Bodechtel in Düsseldorf. Forschungen über das vegetative Nervensystem bei Hans Schäfer am Kerckhoff-Institut für Herz- und Kreislaufforschung in Bad Nauheim waren die Grundlage seiner Habilitation. In den folgenden Jahren befasste er sich mit der Blutversorgung und dem Stoffwechsel von Gehirn und Herz. Seit 1959 apl. Professor an der Ludwig-Maximilians-Universität München, folgte er zum 1. November 1962 dem Ruf der Christian-Albrechts-Universität zu Kiel auf den Lehrstuhl für Innere Medizin. Als  Nachfolger von Helmuth Reinwein leitete er die (ungeteilte) I. Medizinische Universitätsklinik. Er bildete eher Kliniker als Wissenschaftler aus. Wie kein anderer Hochschullehrer verband er Innere Medizin und Neurologie.

## Werke
- mit Gustav Bodechtel: Differentialdiagnose neurologischer Krankheitsbilder. Thieme, Stuttgart 1974. ISBN 978-3-13-309103-9. GoogleBooks

## Ehrungen
- Ehrenmitglied der Deutschen Gesellschaft für Innere Medizin
- Arthur-Weber-Preis 1962 der Deutschen Gesellschaft für Kardiologie – Herz- und Kreislaufforschung